# 活雕像

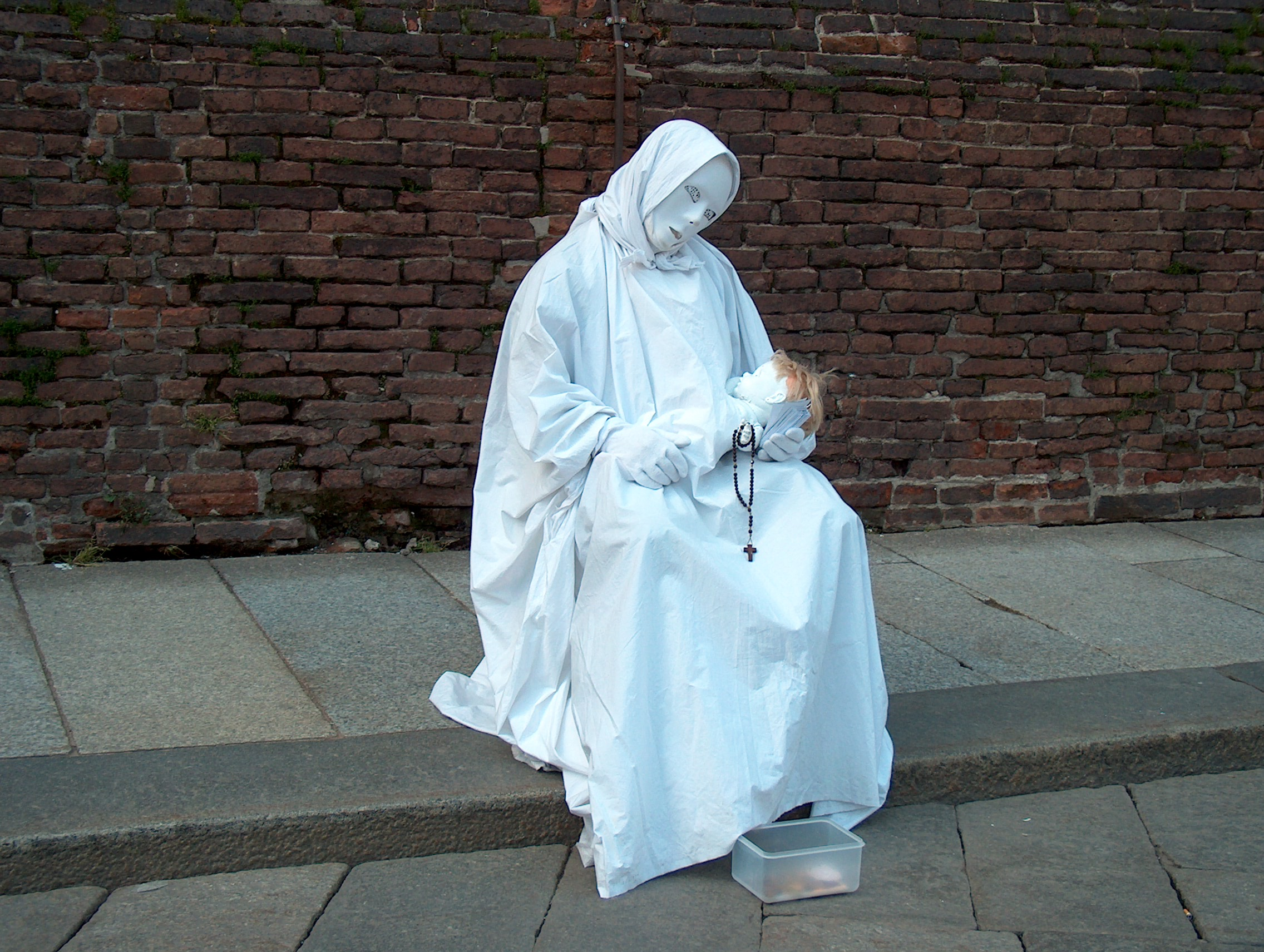
活雕像

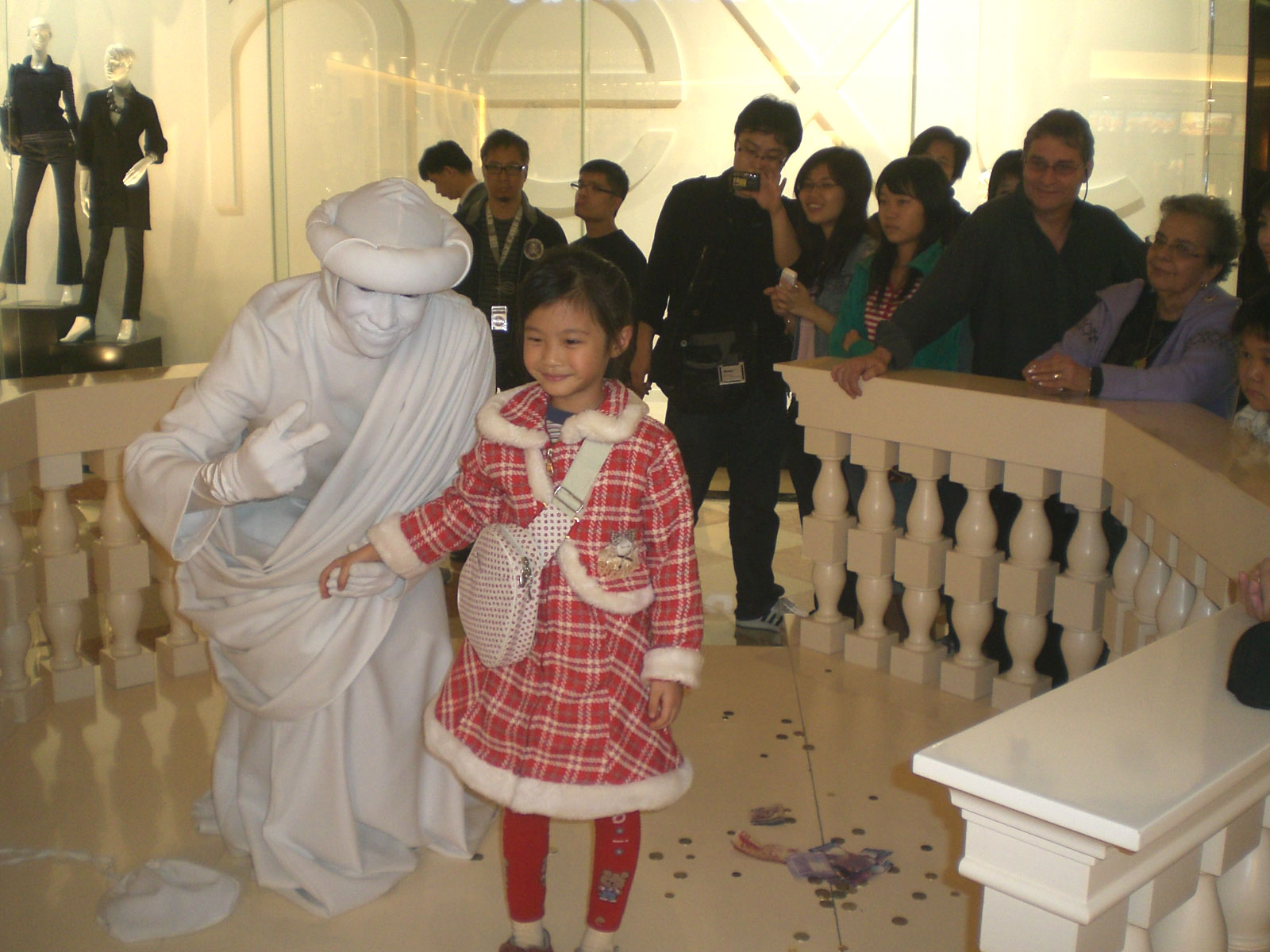
澳門威尼斯人渡假村酒店

活雕像是表演藝術的一種，常見於街頭藝術。是由真人扮演雕像，通常動也不動地維持一段時間，可能長達數個小時，使觀眾誤以為那是雕像。

## 例子

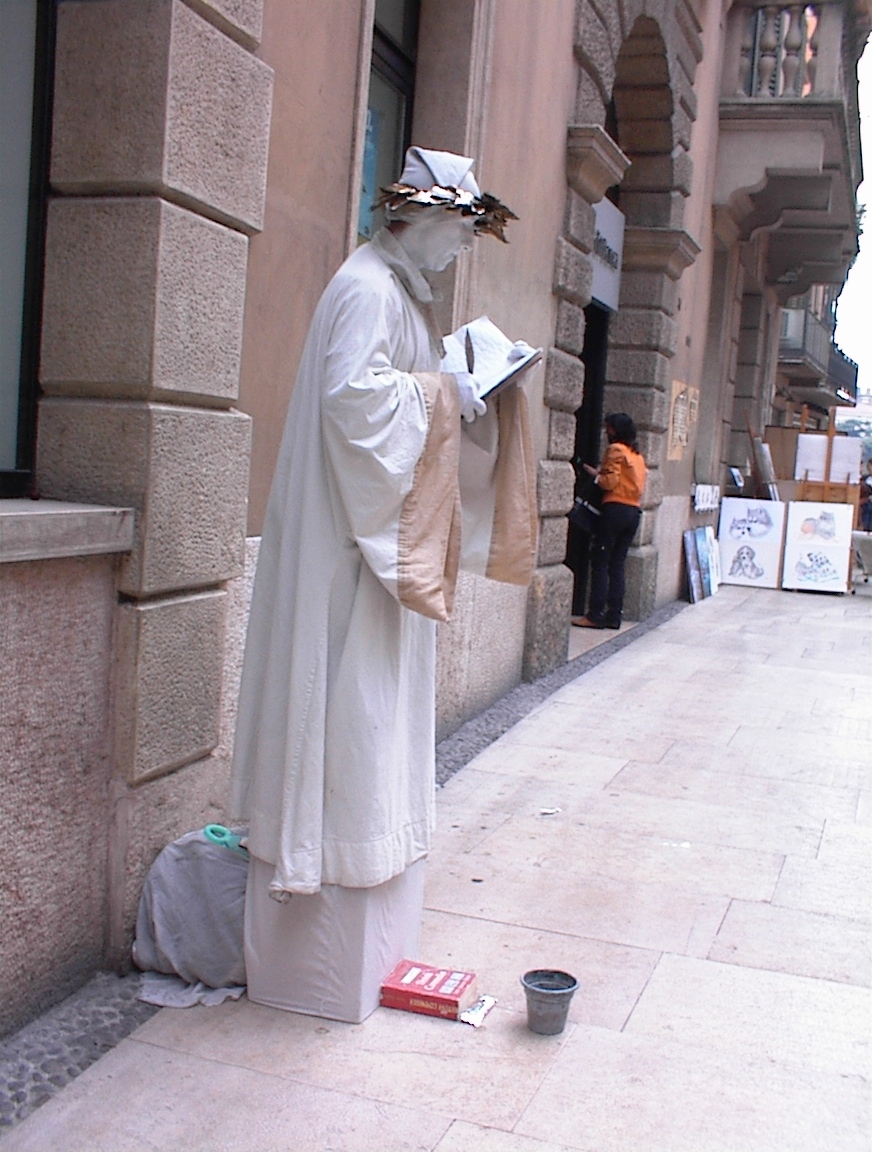
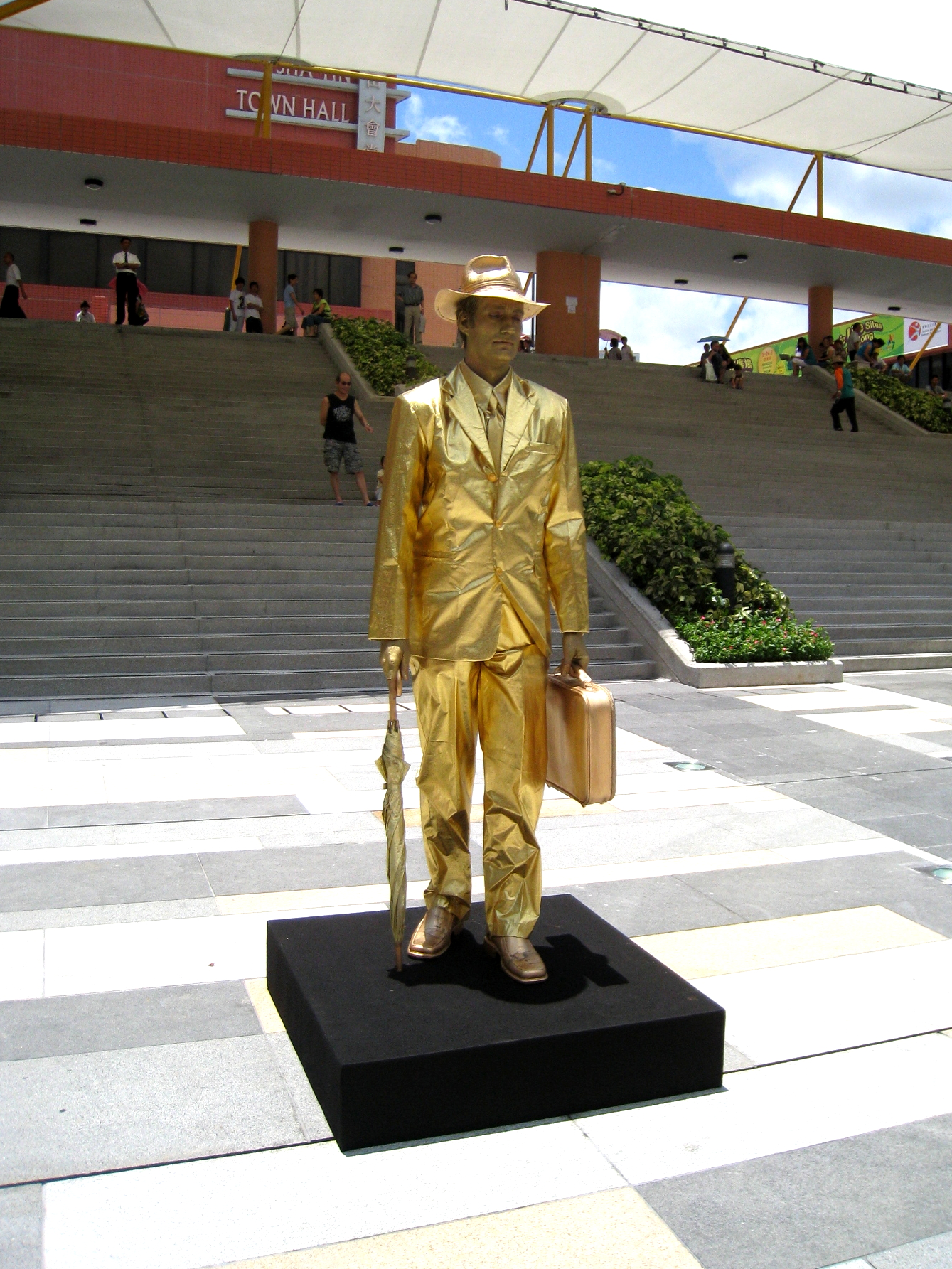
香港城市藝坊
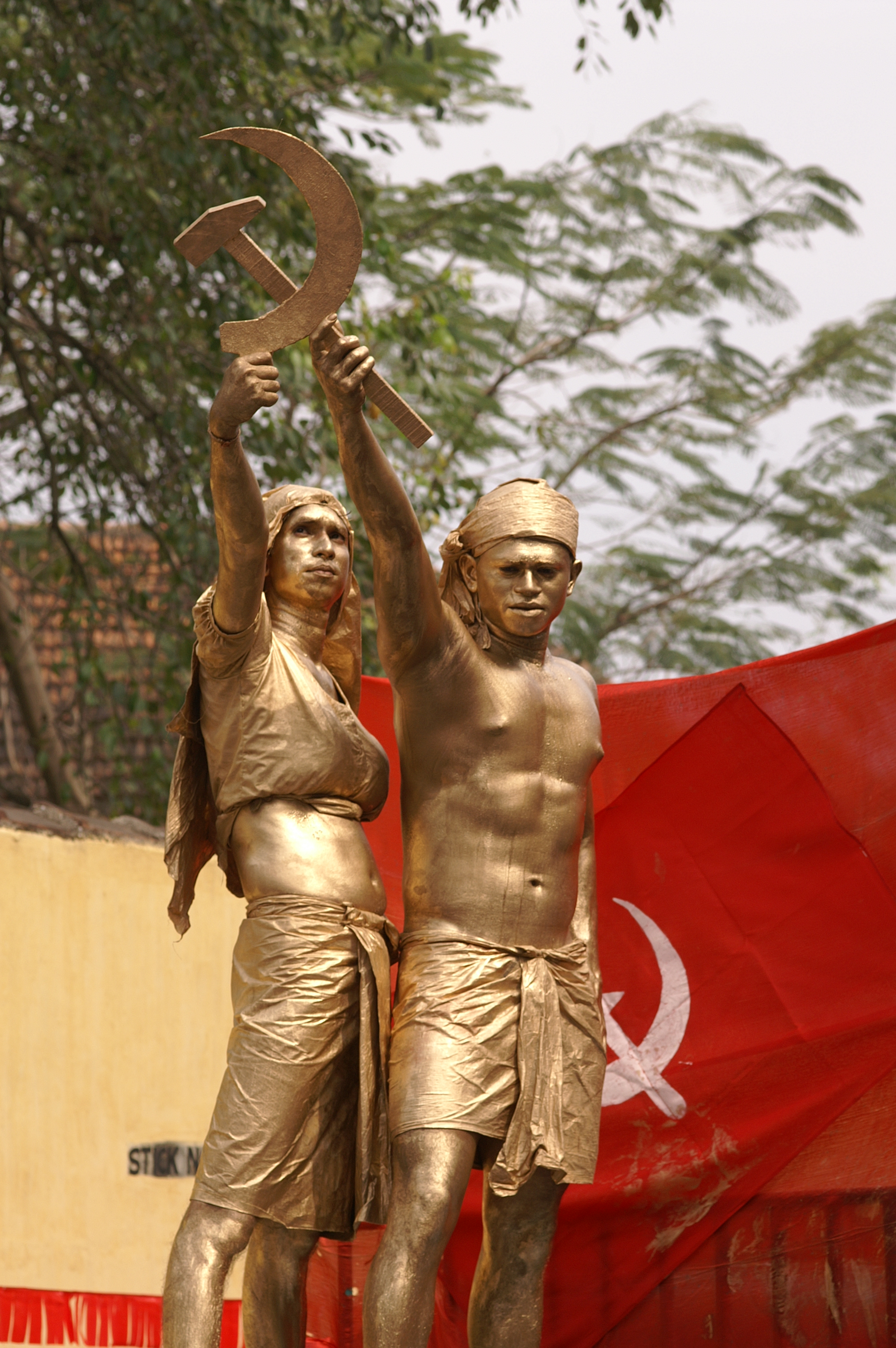
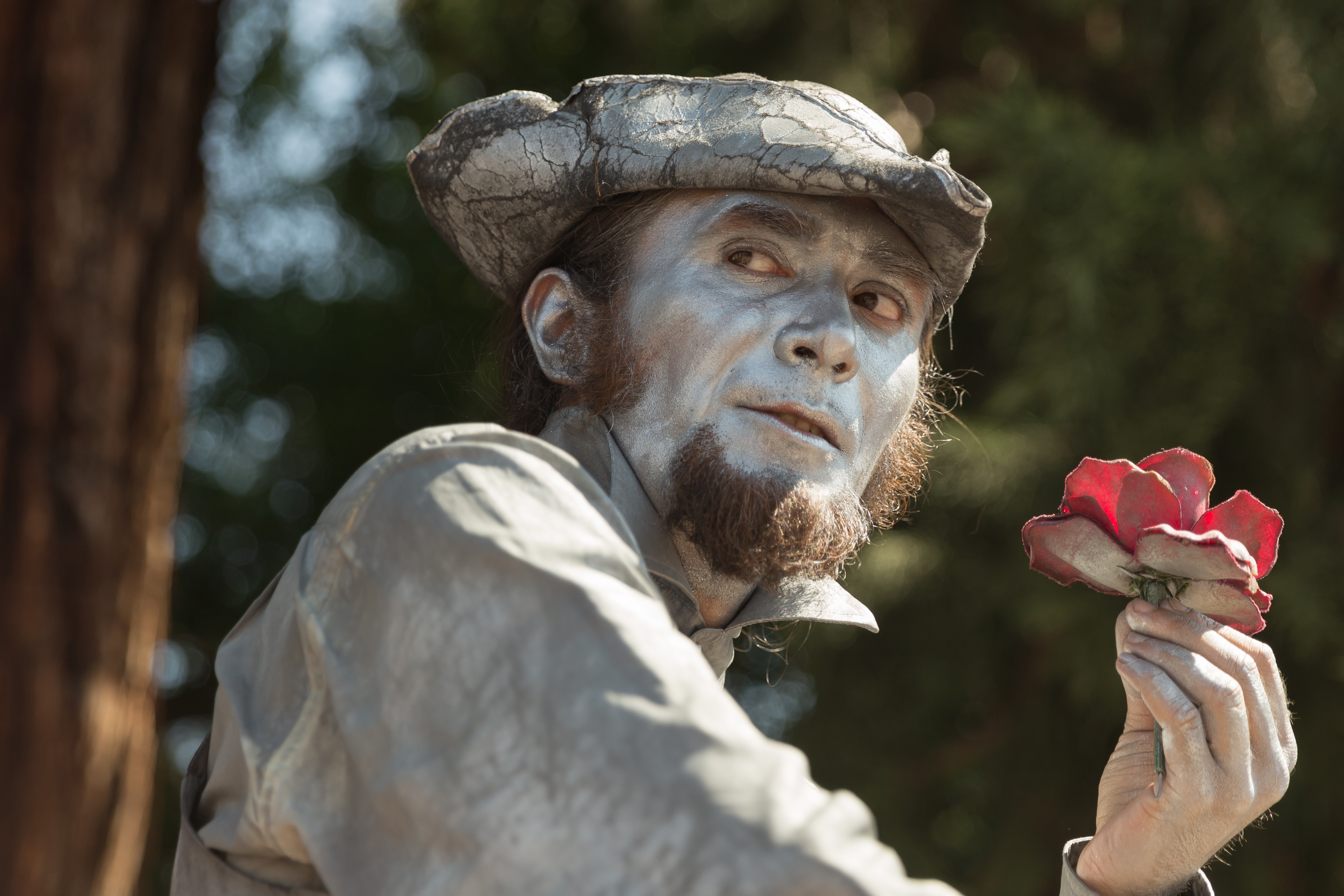